# The Expatriate - In fuga dal nemico
The Expatriate - In fuga dal nemico (Erased) è un film del 2012 diretto da Philipp Stölzl.

## Trama
Ben Logan è un ingegnere statunitense che vive in Belgio con la figlia quindicenne Amy. Ben si occupa di testare dispositivi di sicurezza per individuarne le eventuali vulnerabilità e poterli migliorare. Lavora inoltre per la divisione sicurezza di una importante multinazionale, la Halgate Group, nella succursale di Anversa. Quando una sera ritorna in ufficio con Amy per recuperare un pacchetto che aveva dimenticato, lo attende una sorpresa: l'ufficio è vuoto, non ci sono più i mobili, le attrezzature e non ci sono nemmeno più le persone, i numeri di cellulare dei suoi colleghi risultano inesistenti e alla sede centrale dell'Halgate a Bruxelles non conoscono il suo diretto superiore e negano di avere mai avuto una sede ad Anversa. In realtà Logan non è sempre stato un ingegnere, ma è un ex agente della CIA e capisce presto che la partita è ben più pericolosa di quanto possa immaginare. Tutto della sua vita è stato cancellato, i suoi ex colleghi sono tutti morti e Ben deve salvare se stesso e sua figlia e arrivare alla verità.

## Produzione
Il budget del film è stato di circa 12 milioni di dollari.

### Riprese
Le riprese della pellicola sono iniziate nell'aprile del 2011, e sono state effettuate per lo più in Belgio, nella città di Bruxelles, e in Canada, nella città di Montréal.

## Distribuzione
Il film è stato distribuito nelle sale cinematografiche belghe a partire dal 26 settembre 2012, mentre nelle sale statunitensi è stato distribuito a partire dal 17 maggio 2013. In Italia è uscito direttamente in DVD il 20 marzo 2013.